# Our Town (песня Джеймса Тейлора)
«Our Town» — песня, использованная в мультфильме «Тачки». Она была написана давним композитором Pixar Рэнди Ньюманом и записана Джеймсом Тейлором.

## Предыстория
Песня представляет собой балладу, которая рассказывает об экономическом упадке вымышленного города Радиатор-Спрингс после создания I-40.

## Награды и номинации
На 49-й церемонии вручения премии «Грэмми» (проведённой 11 февраля 2007 года) песня одержала победу в номинации «Лучшая песня, написанную для визуальных медиа. На 34-й церемонии вручения премии Энни мультфильм одержал победу в номинации «Лучшая музыка в анимационном полнометражном фильме. Песня также была номинирована на премию «Оскар» за лучшую песню к фильму, но проиграла песне «I Need to Wake Up» из фильма «Неудобная правда».

## International version
Поскольку песня является фоновой, а не ключом к пониманию сюжета, «Our Town» осталась непереведённой в большинстве зарубежных дубляжов. Тем не менее, у неё есть несколько переводов на различные языки.
| Язык                        | Исполнитель | Название         | Перевод     |
| --------------------------- | ----------- | ---------------- | ----------- |
| Немецкий                    | OleSoul     | «Unsere Stadt»   | «Наш город» |
| Португальский (Европейский) |             | «A Nossa Cidade» | «Наш город» |